# Dina Ögon (musikgrupp)
Dina Ögon är en musikgrupp från Stockholm som spelar ett slags hybrid mellan pop, psykedelisk rock, jazz och soul. Bandet har själv kallat sin musik för "ett kärleksbarn mellan Fleetwood Mac, Khruangbin och obskyra Motown b-sidor". Dina Ögon bildades 2020 och består av Anna Ahnlund, Daniel Ögren, Christopher Cantillo och Love Örsan.
Deras självbetitlade debutalbum släpptes 2021 och hyllades av kritiker och publik. De sålde snabbt ut sina turnéer som följde. Rapartisten Tyler, The Creator tyckte deras låt Tombola 94 var årets bästa och delade med sig av det på twitter.
Deras andra album Oas släpptes 3 februari 2023 och blev också hyllat. Bland annat nominerades det till fyra Grammisar inför Grammisgalan 2024 varav det utsågs till Årets album och Årets alternativa pop.
Deras tredje album Orion släpptes 2024 och blev även detta hyllat av både recensenter och publik och nominerades till en grammis för årets alternativa pop och följdes av en framgångsrik turné under 2024 och 2025 i Sverige och våra nordiska grannländer.

## Medlemmar
- Anna Ahnlund – sång och gitarr
- Daniel Ögren – gitarr
- Love Örsan – bas
- Christopher Cantillo – trummor

## Diskografi

### Album
- 2021 – Dina ögon
- 2023 – Oas
- 2024 – Orion

### Singlar
- 2021 – "Undantag"
- 2022 – "Tombola 94"
- 2022 – "Oas"
- 2023 – "Mormor"
- 2023 – "Mellan slagen" (med Broder John)[8]
- 2023 – "Glitter"[9]
- 2023 – "Det läcker"